# Lenguas barbacoanas
Las lenguas barbacoa o barbacoanas son un grupo de lenguas indígenas de Colombia y Ecuador, que constituyen una familia lingüística. En la actualidad se siguen hablando cinco lenguas barbacoanas: cha'palaachi (cayapa, chachi), tsáfiqui (colorado, tsáchila), awá (Kuaiquer) y guambiano de Colombia (Curnow y Liddicoat 1998). Entre todas ellas suman casi 50 mil hablantes.

## Aspectos históricos, sociales y culturales

### Lenguas de la familia y distribución
Las lenguas barbacoanas ocupan en área relativamente grande y fragmentada del sur de Colombia y las provincias costeras de Ecuador. Existen actualmente cinco de estas lenguas vivas: cha'palaachi (o cayapa), tsáfiki (o colorado), awá pit (o cuaiquer), guambiano (o wam) y totoró:
- El cha'palaachi es hablado por unos 9.500 chachis o cayapas en la provincia de Esmeraldas (Ecuador), cerca del río Cayapas.
- El tsáfiki es hablado por los tsáchila, que son unos dos mil y viven en los alrededores de Santo Domingo (provincia de Santo Domingo de los Tsáchilas).
- El awá pit es hablado por los awá que habitan a ambos lado de la frontera entre Colombia (cuenca del río Telembí, Ricaurte, Alataquer y Mallama) y Ecuador, en la vertiente occidental de los Andes y la llanura del Pacífico. A los awá se les ha conocido como telembíes, sidaguas, mallas y kuaiquer. Vocabularios recopilados por viajeros y cronistas permiten afirmar que la lengua extinta de los indígenas pastos, que hoy pueblan Cumbal y la comarca de Ipiales, estaba estrechamente relacionada con la lengua awá (awá pit).
- El guambiano es hablado por los misak o guambianos que viven en el noreste de Popayán en el departamento del Cauca al suroeste de Colombia y su lengua está estrechamente relacionada con la Totoró y Polindara y con la extinta Coconuco.
- El totoró es hablado en el resguardo de Totoró, situado al noreste de Popayán (Cauca, Colombia) y al sur de Silvia sobre la carretera de Popayán a La Plata. El totoró es una lengua moribunda, ya que de los 3600 totoreños solo cuatro ancianos eran fluentes en la lengua en los años 1990, aunque existe un gran deseo de recuperar la identidad cultural original y hay intentos de recuperar la lengua.[2]

Además de estas lenguas se conocen datos sobre algunas otras lenguas extintas de la familia barbacoana y otros grupos étnicos cuyas lenguas posiblemente también estaban emperentadas con las lenguas barbacoanas. Entre ellas se encuentra:
- El pasto, hablado antiguamente por los pastos en la provincia ecuatoriana de Carchi y en el departamento colombiano de Nariño, en los alrededores de las localizades de Tulcán e Ipiales. El muellamués, conocido por una breve lista de vocabulario, podría ser un dialecto del pasto.
- El cara hablado hasta el siglo XVIII por los caranquis y posiblemente por algunos shyris, al norte de la ciudad de Quito. Su filiación con las lenguas barbacoanas es más insegura que la del pasto.
- La etnia sindagua podría ser la antecesora de los modernos awá y por tanto su lengua sería una forma antigua de awá pit.
- Los barbacoas del departamento colombiano de Nariño hablaban una lengua barbacoana probablemente relacionada con el awá pit, el municipio de Barbacoas recibe su nombre esta etnia.

## Clasificación
La afinidad de las lenguas coconucanas (coconuco, guambiano, totoró), que forman un subgrupo del barbacoano septentrional, fue reconocida por Brinton en 1891. Este acertado temprano fue oscurecido por el hecho de que Beuchat y Rivet (1910) reclasificaron las lenguas coconucanas relacionándolas con el vecino paez y el paniquita, considerando que todos ellos formaban parte de la familia chibcha, mientras que el resto de lenguas barbacoanas se trató dentro de otra rama independiente dentro de la familia chibcha. Curnow (1998) ve como la fuente de esta confusión una lista de vocabulario referida a la lengua "moguex" que en realidad contenía palabras guambianas y paez entremezcladas por error. Este error de clasificación afectó a los esquemas clasificatorios posteriores Loukotka (1968), Greenberg (1987) y Kaufman (1990) hasta que Adolfo Constenla Umaña (1991) señaló las numerosas coincidencias léxicas entre el guambiano y el resto de lenguas barbacoanas. Previamente, Adolfo Constenla Umaña (1981) había rechazado el parentesco entre las lenguas chibchas y las lenguas coconucanas.
Uno de los primeros trabajos comparativos sistemáticos de las lenguas barbacoanas es el de Curnow y Liddicoat (1998), que estableció la familia barbacoana sobre bases sólidas e identificó las dos ramas principales: el barbacoano sepntentrional (coconucano, awano) y el barbacoano meridional (tsáfiki, cha'palaachi). El grupo meridional es bastante homogéneo, mientras que el grupo septentrional está algo más diversificado. Uno de los cambios o isoglosas que apoya esta división es el hecho de que las lenguas septentrionales conservan las obstruyentes en posición final, que en el grupo meridional se han perdido por cambios fonéticos.

### Clasificación interna
Actualmente se hablan unas cinco lenguas barbaconas, aunque se conocen unas cuantas más lenguas extintas (marcadas mediante el signo, †) que también habrían pertenecido a la familia, de entre las lenguas extintas la documentación existente de algunas es tan escasa que su parentesco se sospecha pero no es seguro (estas se marcan con un interrogante,?):
I. Grupo septentrional
A. Ahuano (Sindagua-Awa pit)
1. Awá Pit (también llamado Cuaiquer, Coaiquer, Kwaiker, Awá, Awa, Telembí, Awa-Cuaiquer, Koaiker, Telembí) 22.000 hablantes (1986-2007)
2. Sindagua (†)
3. Barbacoa (†)
4. Pasto-Muellama
- Pasto [?] (también llamado Past Awá) (†, siglo XVII)
- Muellama [?] (también llamado Muellamués, Muelyama) (†, siglo XIX)

B. Coconucano (también llamado Guambiano-Totoró)
5. Guambiano (también llamado Mogües, Moguez, Mogés, Wam, Misak, Guambiano-Moguez, Wambiano-Mogés, Moguex) 23.500 (2001)
6. Totoró (también llamado Polindara) 4 (1998)
7. Coconuco (también llamado Kokonuko, Cauca, Wanaka) (†)
II. Grupo meridional
8. Caranqui [?] (también llamado Cara, Kara, Karanki, Imbaya) (†, siglo XVIII)
9. Cha’palaachi (también llamado Cayapa, Chachi, Kayapa, Nigua, Cha’pallachi) 9.500 (2004)
10. Tsáfiki (también llamado Tsáfiqui, Colorado, Tsáchela, Tsáchila, Campaz, Colima) 2.300 (2000)
El pasto, el muellama, el coconuco y el caranqui actualmente están extintos. Aunque el pasto y el muellama usualmente se clasifican como lenguas barbacoanas, la evidencia actualmente disponible es débil y la hipótesis de parentesco debe ser investigada con mayor profundidad. El muellama puede haber sido uno de los últimos dialectos supervivientes del pasto, y se conoce por una breve lista de vocabulario recogida durante el siglo XIX, que revela que era similar al moderno awá pit.

### Relación con otras lenguas
Según algunos lingüistas (Kaufman 1990, Greenberg 1987; Beuchat y Rivet 1910) la lengua nasa yuwe (o Paez) forma, conjuntamente con esta familia, un grupo mayor, aunque agrupando el guambiano y el nasa en un subgrupo y en otro el awá, cha'pallachi y tsáfiqui.
También han sido propuestas como parte de esta familia la extinta lengua andaquí (Gordon 2005), el cofán (Beuchat y Rivet 1910), e incluso las lenguas camsá y tinigua (extinta). Por otra parte se discute la hipótesis según la cual la familia barbacoana pertenecen al macrofilo macro-chibcha. Y en la misma línea Greenberg integra al barbacoano en el grupo paezano del macrofilo chibchano-paezano. Todas las propuestas señaladas son consideradas por la mayoría de especialistas como altamente especulativas.
Finalmente, el esmeraldeño comparte un buen número de palabras con el cha'palaachi y con el tsáfiki, aunque con toda probabilidad es el resultado de préstamos léxicos, ya que estructuralmente el esmeraldeño es muy diferente del barbacoano y la mayoría de sus palabras no guardan relación con él.

## Descripción lingüística
Actualmente (2025), solo se cuenta con una gramática de referencia para el awá pit y algunos estudios descriptivos. Para el guambiano existen numerosos estudios de alcance limitado. Para el tsáfiki y el cha'palaachi existen algunas primeras aproximaciones a una gramática de estas lenguas. Al menos dos trabajos han considerado la reconstrucción fonológica del proto-barbacoano.
Tipológicamente las lenguas barbacoanas están más cerca de las lenguas andinas centrales que de las lenguas chibchas. Por otra parte, la influencia del quechua en el norte de Ecuador y sur de Colombia es relativamente reciente ya que se remonta solo al siglo XV. Por esa razón, las características andinas de las lenguas barbacoanas se deberían a contactos en un período anterior o a un parentesco lejano con algunas lenguas andinas.

### Fonética
El inventario consonántico de diversas lenguas viene dado por:
|           |           | Barbacoano septentrional | Barbacoano septentrional | Barbacoano meridional | Barbacoano meridional |
| Guambiano | Awá pit   | Tsáfiki                  | Cha'palaachi             |                       |                       |
| --------- | --------- | ------------------------ | ------------------------ | --------------------- | --------------------- |
| oclusiva  | sorda     | p t k                    | p t k                    | p t k ʔ               | p t k ʔ               |
| oclusiva  | sonora    |                          |                          | b d                   | b d dy g              |
| africada  | africada  | ¢ č č̣                    |                          | ¢                     | ¢ č                   |
| fricativa | sorda     | s š ṣ                    | s ɬ š                    | ɸ s x                 | f s š x               |
| fricativa | sonora    |                          | z ž                      |                       | β                     |
| sonorante | líquida   | l ly r                   | l                        | l r                   | l ly                  |
| sonorante | nasal     | m n ñ                    | m n                      | m n                   | m n ñ ŋ               |
| sonorante | semivocal | w y                      | w y                      | w y                   | w y                   |
Donde para los fonemas se ha empleado el alfabeto fonético americanista: los signos /č̣, ṣ/ tienen articulación retrofleja, mientras que /č, š, ž, y, ly, ñ/ tienen articulación palatal. El inventario del proto-barbacoa es similar a los inventarios anteriores:
|             | Labial | Alveolar | Alveolar | Palatal | Velar |
| central     | Labial | lateral  |          | Palatal | Velar |
| ----------- | ------ | -------- | -------- | ------- | ----- |
| Oclusivas   | *p     | *t       |          |         | *k    |
| Africadas   |        | *¢       |          |         |       |
| Fricativas  | *ɸ     | *s       |          | *š      | *h    |
| Aproximante | *w     | *r       | *l       | *y      |       |
| Nasales     | *m     | *n       |          |         |       |
En la tabla anterior se ha usado el signo /*h/ para el equivalente AFI /x/.

### Gramática
El principal procedimiento morfológico usado en las lenguas barbacoanas es la sufijación. Los prefijos aparecen solo en cha'palaachi y en tsáfiki, pero de manera bastante limitada. Las lenguas barbacoanas tienen caso morfológico explícito con alineamiento morfosintáctico de tipo nominativo-acusativo. El caso nominativo se marca un alomorfo cero, mientras que el acusativo se marca mediante un prefijo cuando el objeto es definido o humano. En la mayoría de casos las marcas de acusativo también tienen funciones de locativo, por lo que estas marcas proceden en realidad de antiguas postposiciones. Curnow y Liddicoat enfatizan que las marcas de acusativo en las diferentes lenguas no son cognados, lo cual sugiere que son el resultado de desarrollos independientes y relativamente recientes. Todas estas características son reminiscentes de la situación imperante en las lenguas quechuas y las lenguas aimaras. Incluso la marca de locativo-acusativo -ta del awá pit es formalmente similar al correspondiente sufijo en quechua:
(Awa Pit) Pastu-ta [pastuɾa] 'a Pasto'
(Quechua) Pastu-ta
La marca de caso genitivo en awá pit coincide con los dialectos más conservadores del quechua (donde la marca es -p, -pa):
(Awa Pit) Santos-pa kužu
'el cerdo de Santos' (kužu parece un préstamo del español antiguo coche 'cochino').
Por otro lado, debe observarse que las lenguas barbaconas comparten numerosas características tipológicas con las lenguas chibcha. Un ejemplo es la existencia de marcadores declarativos e interrogativos, marcados en la forma verbal. Las construcciones que involucran verbos auxiliares y nominalizaciones son también comunes en guambiano, tsáfiki y awá pit.
Aunque las lenguas barbacoanas tipológicamente son más cercanas a las lenguas andinas, comparten algunos rasgos tipológicos interesantes con las lenguas chibhchas, como el poseer marcas morfológicas para diferenciar oraciones declarativas de interrogativas. Un rasgo propio de las lenguas barbacoanas es la distinción sistemática en el verbo entre formas de "hablante" (1.ª) y de "no hablante" (2.ª y 3.ª), más que la distinción típica en tres personas. Las distinciones de número en el verbo se restringen a las formas de "hablante". El guambiano, sin embargo, sí distingue tres personas, al mismo tiempo que usa las marcas de hablante (-r) y no hablante (-n):
(1) na-pé empresa-yu kwaly-íp-ik ku-r
1.ª-TO fábrica-LOC trabajar-N-AJ.SG ser-HAB-SG
'Estoy trabajando en la fábrica'
(2) na-m misák k-er
1.ª-PL guambiano ser-HAB-PL
'Nosotros somos guambianos'

### Sintaxis
Todas las lenguas barbacoanas tienen el orden sintáctico básico Sujeto Objeto Verbo. Los modificadores (adjetivos, adverbios) preceden a los núcleos sintácticos a los que complementan.

### Comparación léxica
Moore (1962) y Adolfo Constenla Umaña examinaron las correspondencias entre el tsáfiki y el cha'palaachi. Adolfo Constenla Umaña encontró un 57,8% de cognados compartidos. La siguiente lista muestra una serie de cognados, incluyendo protoformas reconstruidas (Curnow & Liddicoat, 1998):
| GLOSA                | Guambiano | Totoró    | Awá pit | Cha'palaachi | Tsafiki | PROTO- BARBACOA |
| -------------------- | --------- | --------- | ------- | ------------ | ------- | --------------- |
| 'ser'                |           |           | i-      | i-           |         | *i-             |
| 'soplar'             | uta-      | otṣ-      | us-     |              |         | *ut-            |
| 'venir'              |           |           | a-      | ha-          | ha-     | *ha-            |
| 'cocinar'            |           |           | ay-     | (a-)         | ay-     | *ay-            |
| 'maíz'               |           |           | piya    |              | piyo    | *piyo           |
| 'hacer'              |           |           | ki-     | ki-          | ki-     | *ki-            |
| 'secar'              | pul       |           | pur     |              |         | *pur            |
| 'ojo'                | kap       | kap(tṣul) | (kasu)  | ka(puka)     | ka(ʔka) | *kap            |
| 'heces'              |           |           | pi      | pe           | pe      | *pi             |
| 'flor'               | u         | o         | uš      |              |         | *uš             |
| 'niebla'             | wañi      | wañi      | wañiš   |              |         | *wañiš          |
| 'alzarse'            |           |           | kus-    | kuh          | kuʔpa   | *kus            |
| 'ir'                 | i-        |           |         | hi-          | hi-     | *hi-            |
| 'subir'              |           |           | nu-     | lu-          | ho-     | *lo             |
| 'pelo'               |           |           | aš      |              | a       | *aš             |
| 'casa'               | ya        | ya        | (yal)   | iya          | ya      | *ya             |
| 'yo' (1p. sg.)       | na        | na        | na      |              | la      | *la             |
| 'tú' (2p. sg.)       | (ñi)      | (ñi)      | nu      | ñu           | nu      | *nu             |
| 'tierra, territorio' |           |           | su      | tu           | to      | *to             |
| 'acostarse'          | ¢u        | ¢u        | tu      | ¢u           | ¢o      | *¢o             |
| 'escuchar'           |           |           | mina-   | meena-       |         | *miina          |
| 'piojo'              | (mũi)     |           | muuŋ    | mu           | mu      | *mũũ            |
| 'boca'               |           |           | pit     | fiʔ(paki)    | ɸi(ʔki) | *ɸit            |
Los numerales comparados en diversas lenguas barbacoanas son:
| GLOSA | Septentrional | Septentrional | Meridional            | Meridional         | PROTO- BARBACOANO | PROTO- ARU | PROTO- QUECHUA |
| GLOSA | Awá Pit       | Guambiano     | Cha’palaachi (Chachi) | Tsafiki (Colorado) | PROTO- BARBACOANO | PROTO- ARU | PROTO- QUECHUA |
| ----- | ------------- | ------------- | --------------------- | ------------------ | ----------------- | ---------- | -------------- |
| 1     | masa          | kan-tø        | maⁱn                  | mãŋ                | *man-             | *maya      | *suk           |
| 2     | pas           | paka-tø       | pálʸu                 | palú               | *paa(-lu)         | *paya      | *iškay         |
| 3     | kutña         | pøn-tø        | péma                  | pe'mãŋ             | *pal+man(?) *pɨ-  |            | *kimsa         |
| 4     | ampara        | pip-tø        | taa'palʸu             | humpálu            | *hum-pala         | *pusi      | *çusku         |
| 5     | akkwan        | tratrø-ka-tø  | mánda                 | mãnte              | *man-te           |            | *pichqa        |
| 6     | wak           |               | 5+1                   | (sta)              |                   |            | *suqta         |
| 7     | pikkam        |               | 5+2                   | (šiyéte)           |                   |            | *qançis        |
| 8     | itta          |               | 5+3                   | (ʔočo)             |                   |            | *pusaq         |
| 9     | twil          |               | 5+4                   | (nuwé)             |                   |            | *isqun         |
| 10    | pašiš         |               | páⁱtʸa                | (čuŋká)            | *pa¢-             |            | *çunka         |
Los términos entre paréntesis son préstamos del quechua o del español.